# ジョヴァンニ・バッティスタ・ルオッポロ
ジョヴァンニ・バッティスタ・ルオッポロ（Giovanni Battista Ruoppolo、Giovan Battista Ruoppoloとも、1629年4月5日（洗礼日）- 1693年1月17日）はイタリアの画家である。おもに静物画を描いた。

## 略歴
ナポリで生まれた。父親と叔父はマヨリカ焼きの工房で絵付け師として働いていた。ルオッポロは工房の主人の娘と1655年に結婚した。
18世紀になってナポリの画家の伝記を出版したベルナルド・デ・ドミニチ(Bernardo de' Dominici)はルオッポロがパオロ・ポルポラ(1617-1673)の弟子であったとしているが、ポルポラはローマで働いていた時期もあり異論がある。同時期のナポリの静物画家ルカ・フォルテ(1600/1605-c.1660)のほうが作品のスタイルが近いと指摘する20世紀の研究者もいた。
ルオッポロの静物画はブドウなどの果物を題材にしたものが有名であるが、ジョヴァンニ・バッティスタ・レッコ(Giovan Battista Recco: 1615-1660)やジュゼッペ・レッコ(1634-1695)が得意とした魚介を題材にした作品も残した。
バロック期の静物画の特徴である豪華さと装飾性の高さで、1580年頃に人気の高い画家になり、ナポリ総督から注文を受け、有名なナポリの画商を通して、フランドルへも作品は送られた。
ナポリで働いていたアブラハム・ブリューゲル（1631年–1690年、有名なヤン・ブリューゲル (父)の孫）と共作した記録もある。
1693年にナポリで没した。弟子にはアニエロ・アシオーネ(Aniello Ascione; fl 1680 –1708) や甥のジュゼッペ・ルオッポロ(Giuseppe Ruoppolo: c.1631–1710)がいる。

## 作品

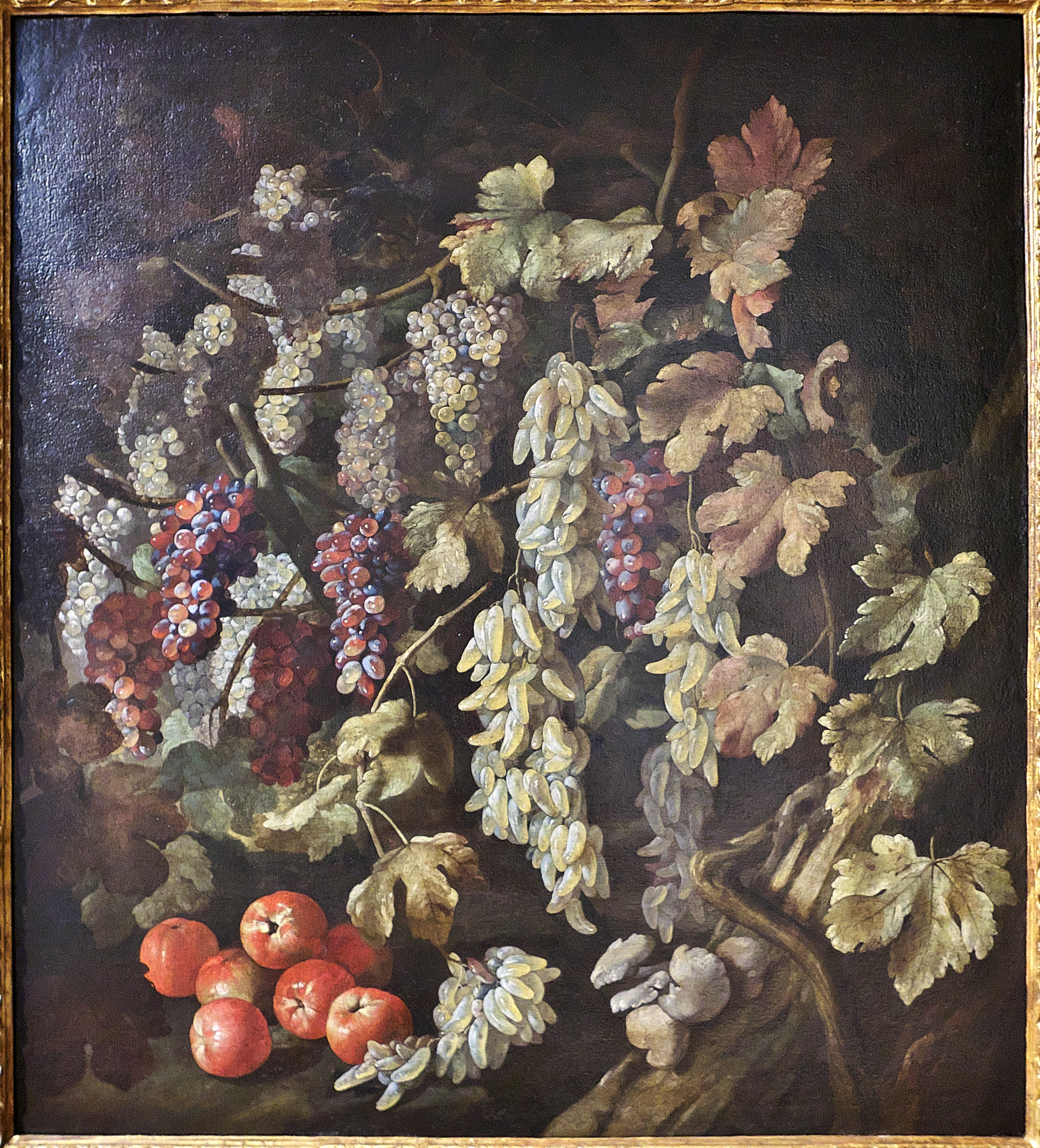
ブドウとリンゴのある静物
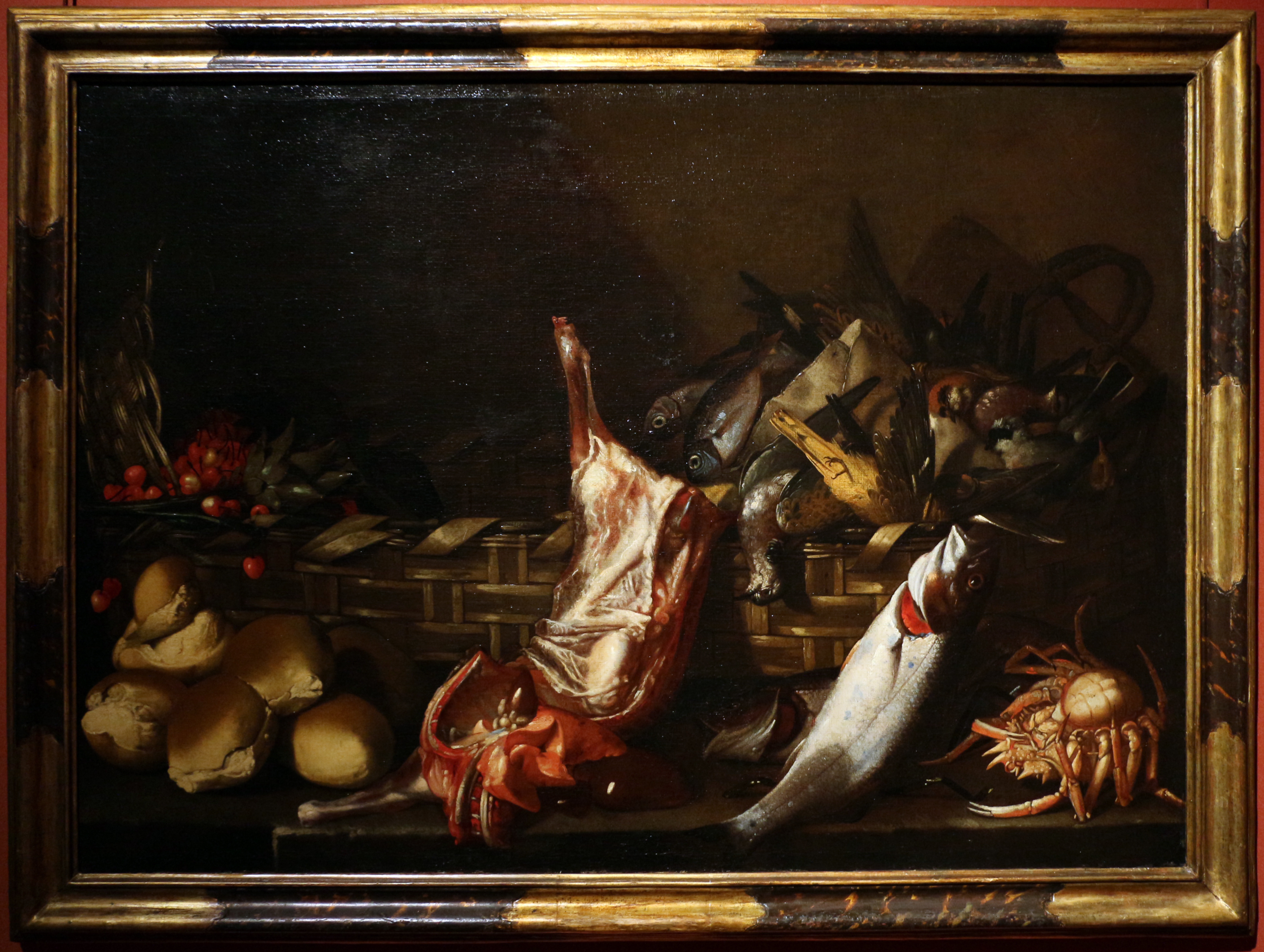
パン、果物、ジビエ、魚のある静物
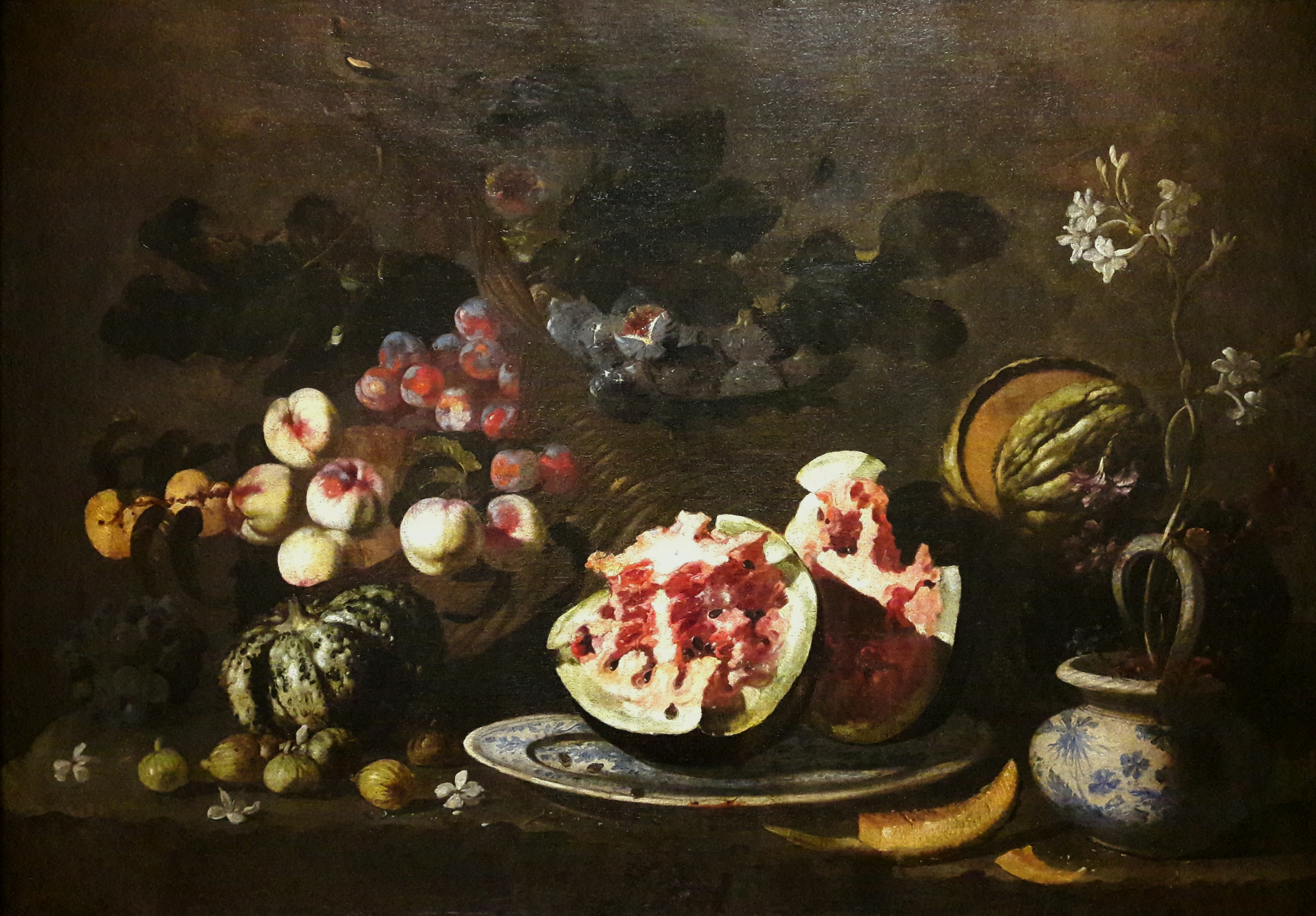
果物のある静物